# Catasetum fimbriatum
Catasetum fimbriatum är en orkidéart som först beskrevs av Charles Morren, och fick sitt nu gällande namn av John Lindley. Catasetum fimbriatum ingår i släktet Catasetum och familjen orkidéer. Inga underarter finns listade i Catalogue of Life.

## Bildgalleri

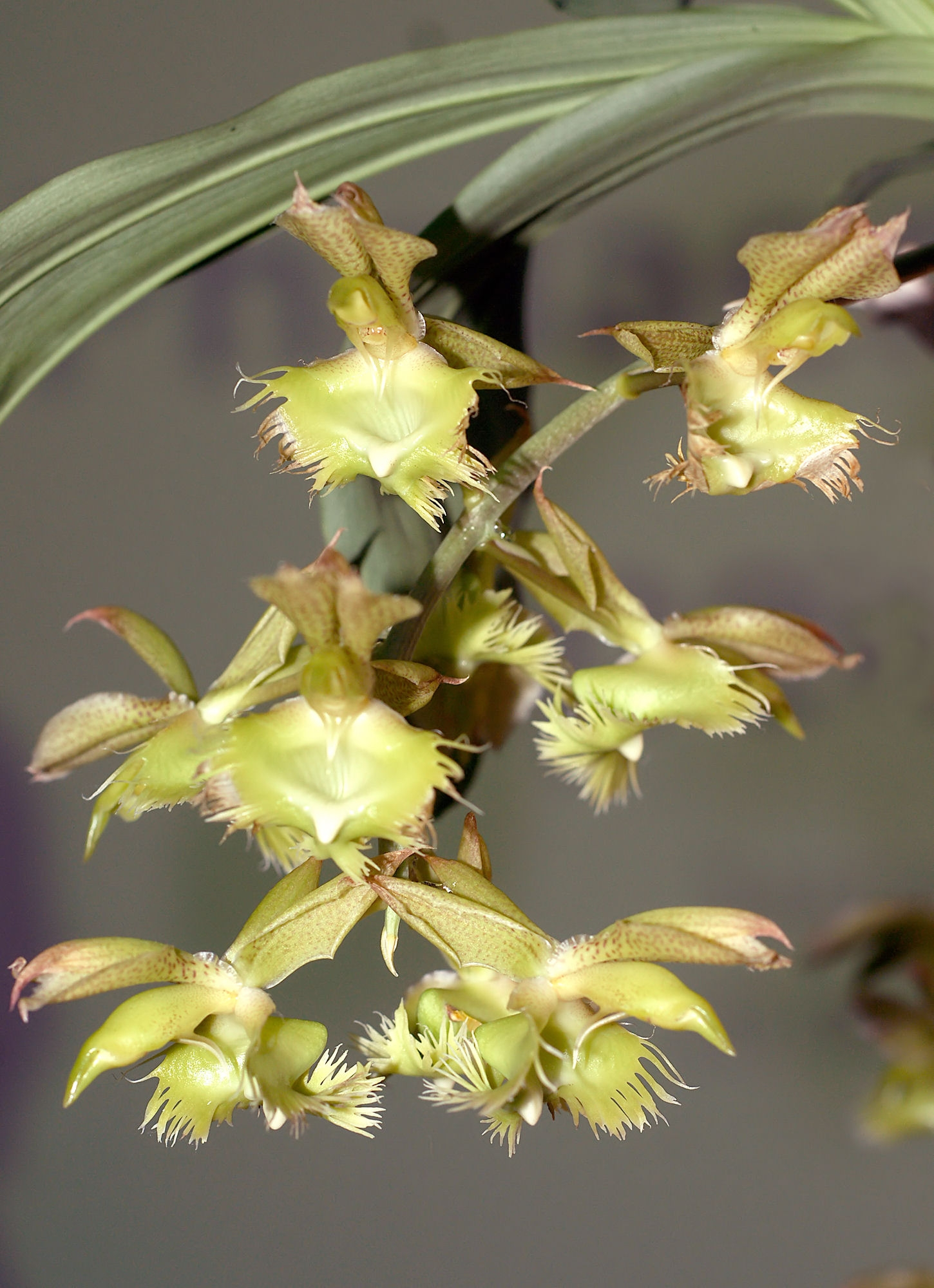
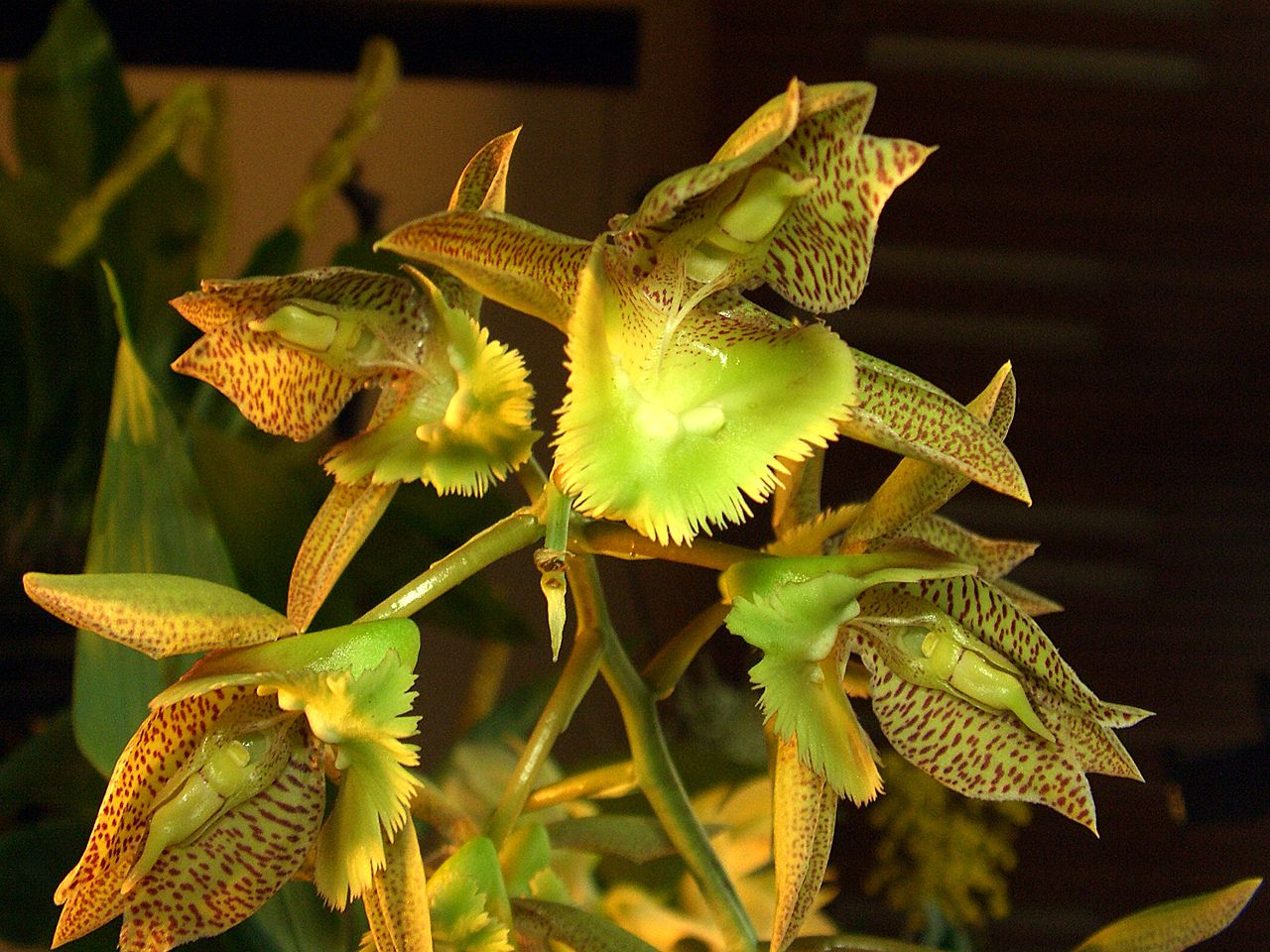
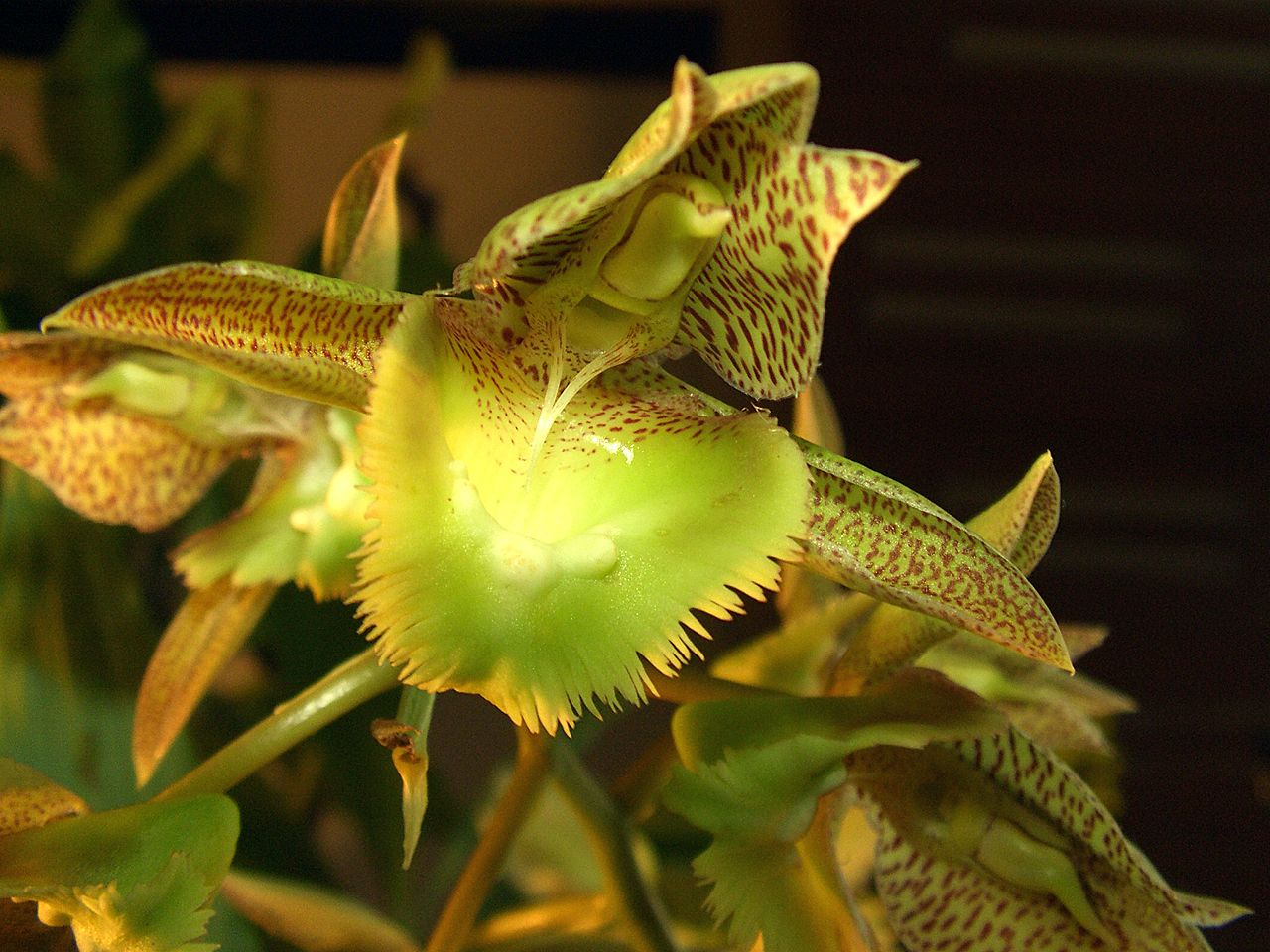
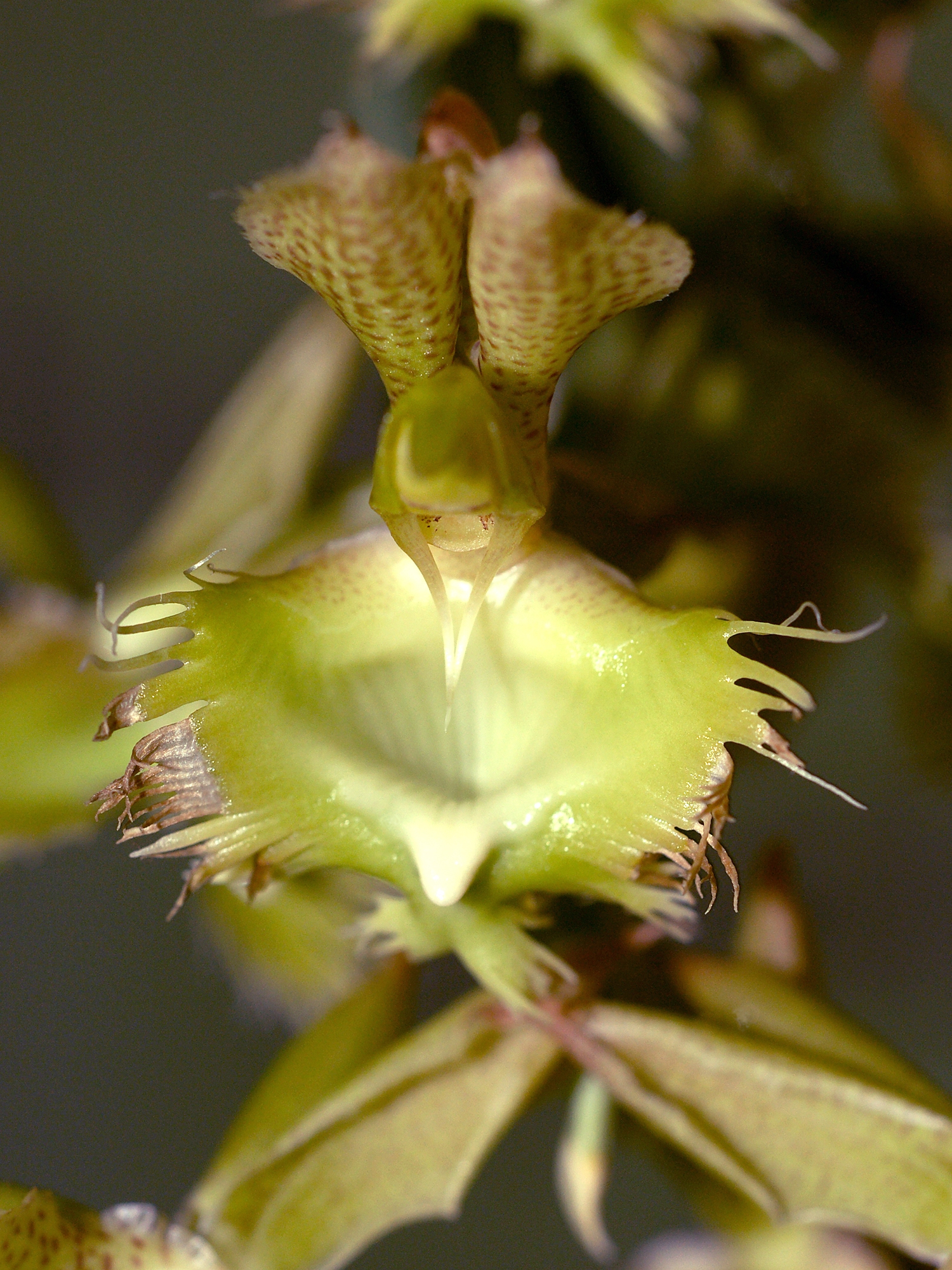
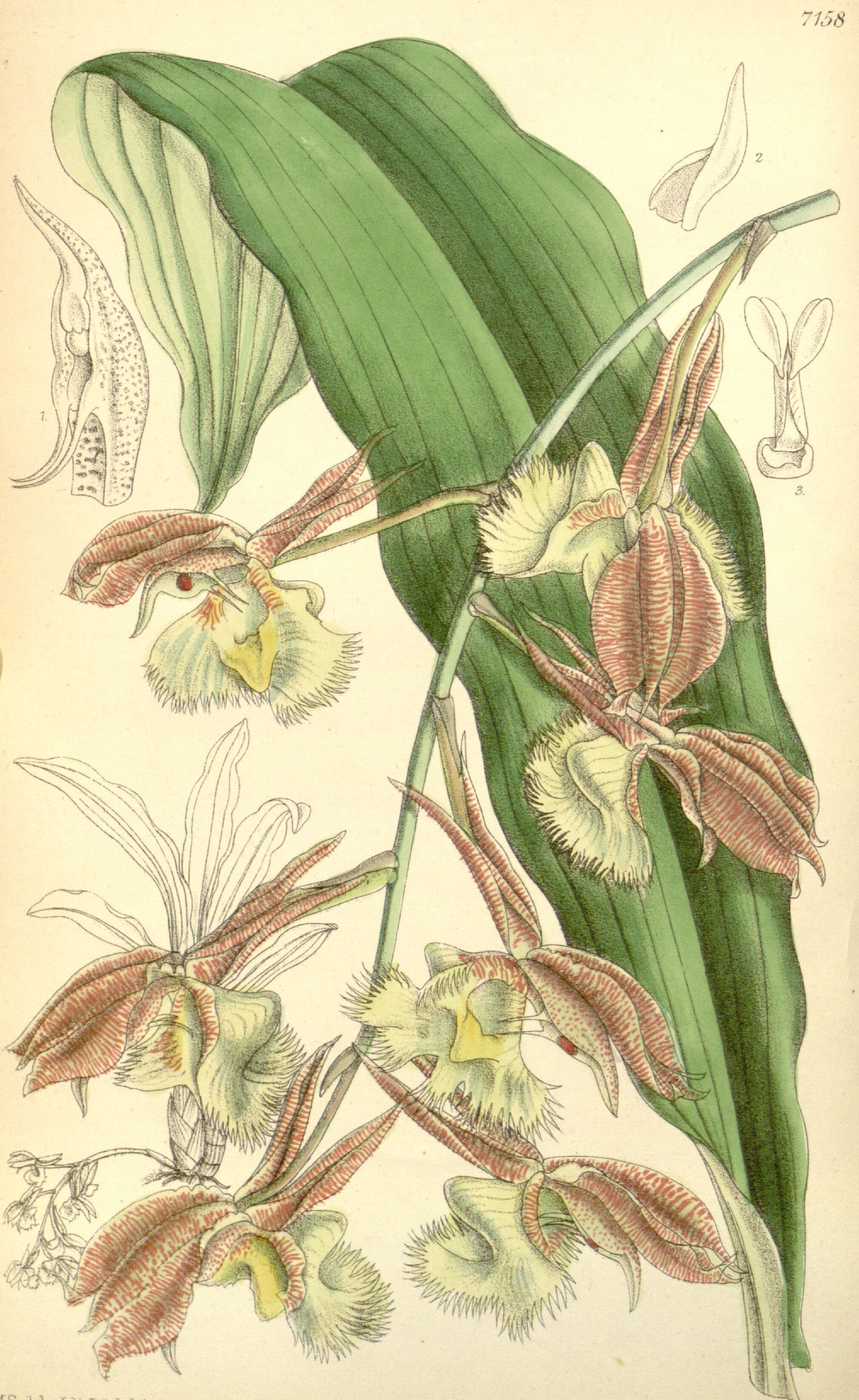